# Chlorophorus biinterruptus
Chlorophorus biinterruptus là một loài bọ cánh cứng trong họ Cerambycidae.